# Albertine Simonet

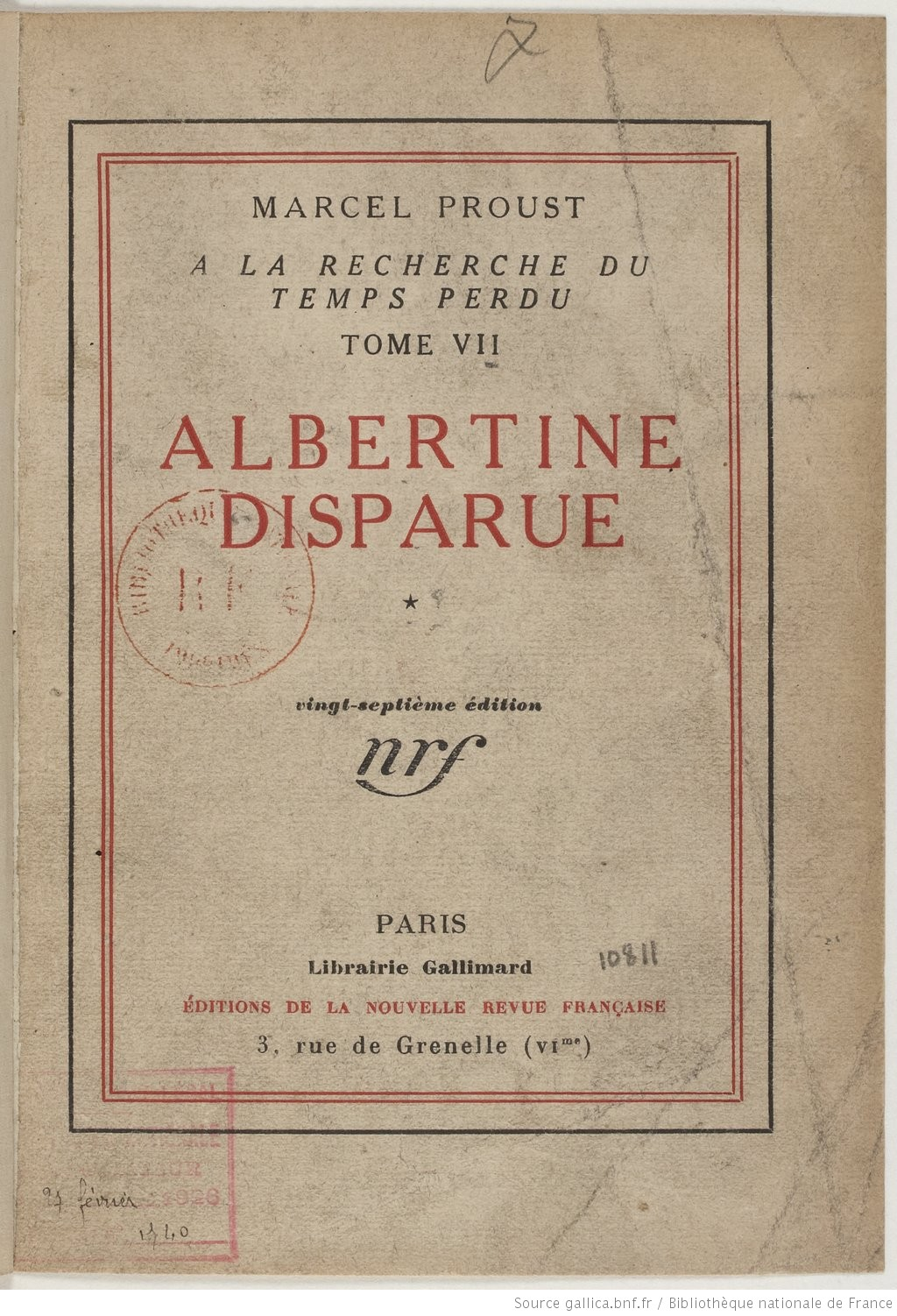
Portada del volum VII de A la recerca del temps perdut.

Albertine Simonet és un personatge de l'obra de Marcel Proust A la recerca del temps perdut.

## El personatge

### Albertine enla Recerca
Albertine és l'una de les noies en flor trobades pel narrador a Balbec. En caurà ràpidament enamorat, a la vegada rebutjat i fascinat pels dubtes que experimenta pel que fa a la seva homosexualitat.
Noia amb cabells castanys gruixuts, Albertine és igualment descrita com tenint ulls verds, blaus o violetes, de grosses galtes mates i un «petit nas rosa de gata». Té una piga, però el narrador té dificultats per recordar-se de la seva localització precisa.
És la neboda de Mme Bontemps i forma part de la burgesia (el seu oncle és conseller d'ambaixada). És intel·ligent i impertinent, però el narrador anota la seva mala educació al seu aspecte, ha atret pel seu llenguatge d'argot però igualment pels seus gustos refinats en pintura i en matèria de toilettes. Aprecia el luxe que li ofereix el narrador. Esportiva, va amb bicicleta.
Però els dubtes sobre l'homosexualitat d'Albertine passaran ràpidament a planejar sobre el narrador. Les seves absències misterioses, les seves relacions particulars amb les seves amigues i, més que tot, la seva atenció pel mateix narrador esdevenen indicis d'una perversitat que sols el matrimoni podria combatre.

### Possibles models per al personatge
Alfred Agostinelli, xofer de Proust. Segons Élisabeth de Gramont, Proust l'hi hauria donat el nom de la comtessa Jean de Montebello, amiga de Robert de Montesquiou. Uns altres models: Albert Nahmias, Albert El Cuziat, Henri Rochat, Marie de Chevilly i Marie Finaly.

## Estudis i recreacions literàries
Jacques Dubois, Pour Albertine. Proust et le sens du social
Assaig del professor Jacques Dubois (Paris, Seuil, « Liber », 1997 i 2011), on hi subratlla la importància d'aquest personatge sovint negligit per la crítica, diu, mentre que introdueix un tercer estatus social, diferent de la «noblesse rayonnante des Guermantes» (noblesa radiant dels Guermantes) i de la «bourgeoisie mesquine des Verdurin» (burgesia mesquina dels Verdurin), la d'una burgesia ascendent. El mateix autor subratlla la importància de la interpretació que fa del mateix personatge Emmanuel Levinas a Proust et le sens du social a Noms propres (Fata morgana, Montpeller, 1976, pàg. 149-156.) Per a Jacques Dubois, Proust fa d'ella «la pròpia figura de l'Altre, és a dir, d'aquell que és a la vegada impossible de conèixer i indispensable de reconèixer».
Jacqueline Rose, Albertine (2001)
Novel·la en anglès basada en el personatge (Londres, Chatto et Windus, 2001)
Anne Carson, The Albertine Workout (2014)
L'hel·lenista canadenca Anne Carson hi deixa constància de les seves reflexions sobre el personatge d'Albertine en 59 paràgrafs i uns apèndixs. (New York, New Directions, 2014). Es tracta d'una obra de gènere indeterminat, composta per apunts variats, reflexions i textos propers al poema en prosa o a l'aforisme.

## Intèrprets en adaptacions cinematogràfiques
- Grace Wilkinson en el documental britànicThe Modern World: Ten Great Writers, episodi Marcel Proust's "A la recherche du temps perdu" de Nigel Wattis (1988)
- Chiara Mastroianni és Albertine en el film de Raoul Ruiz, Le temps retrouvé (1999)
- Sylvie Testud és Ariane, transposició d'Albertine en La Captive (2000), que és l'adaptació de Chantal Akerman de La Prisonnière.
- Caroline Tillette és Albertine en À la recherche du temps perdu (2011) adaptation télévisée par Nina Companeez